# André Souris
Pour les articles homonymes, voir Souris (homonymie).
 (septembre 2019).
André Souris est un compositeur, chef d'orchestre, violoniste, musicologue, poète et pédagogue belge, né le 10 juillet 1899 à Marchienne-au-Pont et mort le 12 février 1970 à Paris 7e,.

## Biographie
André Joseph Gustave Souris est issu d'un milieu populaire dans la banlieue de Charleroi. Il est le fils d'Hubert Souris, raboteur en fer, et d'Hélène Massem. Dans sa famille, l'on compte toutefois des chefs de chœur ou de fanfare. 
Il apprend la musique à l'Académie de musique de Marchienne-au-Pont sous la direction de Paulin Marchand, compositeur et pédagogue. 
À l'âge de douze ans, il poursuit de ses études au Conservatoire de Bruxelles. Élève brillant, il y obtient des Premiers Prix de violon et de fugue en 1918. Cette même année, il termine ses études de violon et de composition au Conservatoire de Bruxelles puis de direction d'orchestre. Il découvre alors les œuvres symbolistes et néoclassiques, de Claude Debussy, de Maurice Ravel et d'Igor Stravinsky.  
En 1925, il rencontre Paul Nougé lors d'un concert qui présente pour la première fois en Belgique le Pierrot lunaire d'Arnold Schönberg. Avec Camille Goemans et Marcel Lecomte, il fonde Musique (deux numéros) et publie avec Paul Hooreman Tombeau de Socrate en hommage à Erik Satie, ainsi que Festivals de Venise. Avec Hooreman, il compose en 1926 la musique du Dessous des cartes de Nougé comme une parodie du Groupe des Six. Il cosigne le tract Mariés de la Tour Eiffel quand la pièce de Jean Cocteau se joue à Bruxelles. Collaborant à la revue Distances, il compose Quelques airs de Clarisse Juranville, petite cantate sur un texte de Nougé et donnée en avril 1928 au Conservatoire de Bruxelles. En janvier 1929, à l'occasion d'une exposition de René Magritte, il dirige un concert à Charleroi : programme Paul Hindemith, Arthur Honegger, Darius Milhaud, Schönberg, Souris lui-même et Stravinsky, précédé d'une conférence de Nougé sur la musique. 
En 1932, André Souris cosigne le tract La poésie transfigurée sur l'affaire Louis Aragon. Il collabore en 1934 à Documents 34 de E. L. T. Mesens, en 1935 au Bulletin international du surréalisme. Il cosigne en 1935 Le Couteau dans la plaie qui réunit pour la première fois le groupe surréaliste de Bruxelles (Magritte, Mesens, Nougé, Louis Scutenaire, Lecomte) et Achille Chavée et Fernand Demoustier, du groupe du Hainaut. Dirigeant en 1936 une Messe des Artistes, André Souris se trouve exclu le 21 janvier du groupe surréaliste dans un tract, Le domestique zélé, que signent notamment Chavée, Dumont, Magritte, Mesens, Nougé et Lecomte (Colinet et Scutenaire se sont abstenus).
Il est professeur d'harmonie au Conservatoire de Charleroi, directeur de l'École de musique de Courcelles puis de l'Académie de musique de Marchienne-au-Pont. 
De 1937 à 1945, André Souris, qui s'intéresse à la musique ancienne, au dodécaphonisme, au jazz comme à la musique de film et aux musiques ethniques, dirige l'orchestre de l'Institut National de Radiodiffusion (INR). En 1944, il est nommé directeur du studio musical du Séminaire des Arts et fonde en 1947 la revue Polyphonie. Ayant des contacts avec Karlheinz Stockhausen, il révèle la même année la première œuvre de Pierre Boulez.
De 1949 à 1964, André Souris enseigne l'harmonie au Conservatoire de Bruxelles et est également directeur de recherches sur les tablatures de luth des XVIe et XVIIe siècles au CNRS. En 1964, on lui doit une transcription et orchestration en version de concert des Fêtes d'Hébé qui est une contribution à la célébration du centenaire de Jean-Philippe Rameau. Il écrit de nombreuses musiques de films, notamment pour Le Monde de Paul Delvaux. 
André Souris meurt à Paris le 12 février 1970. Il avait épousé Yvonne Rosette (1909-2004).

## Compositions musicales (sélection)
André Souris laisse de nombreuses compositions pour orchestre de chambre, orchestre à vent, musique de chambre, piano, pièces pour chœur, des œuvres vocales, des musiques de scène et musiques de film.
- Trois poèmes japonais pour soprano et quatuor à cordes (1916)
- Deux petits poèmes pour violon et piano (1917)
- Petite marche pataphisique (1925)
- Tombeau de Socrate (1925)
- Choral, marche et galop (1925-1926)
- 3 flonflons (1925-1928)
- 3 inventions pour orgue (1926)
- Quelques airs de Clarisse Juranville (1928)
- Burlesque pentaphonique (1931)
- Danceries de la Renaissance française (1932)
- Fatrasie (1934)
- Fanfare et scherzo (1937)
- Rengaines (1937)
- Symphonies (1939)
- Comptines pour enfants sinistres (1942)
- Danses mosanes (1943)
- Pièce pour alto et piano (1944)
- L'autre voix (1948)
- Cinq danseries flamandes (1958)
- Quatre Fantasies d'Henry Purcell pour cordes (1961)
- Trois pièces anciennes pour violon et alto (1965)
- Concert flamand d'après des sources de la Renaissance (1965)

## Écrits
- Bribes, L'Arche, Paris, 1950.
- Le Complexe d'Orphée, Les Lèvres nues, Bruxelles, 1956.
- « Paul Nougé et ses complices », dans Entretiens sur le surréalisme, sous la direction de Ferdinand Alquié, Mouton, Paris-La Haye, 1968.
- Hommage à Babeuf, Les Lèvres nues, Bruxelles, 1969.
- Sept portraits de Marie enfant et un autre, avec huit photographies, Les Lèvres nues, Bruxelles, 1971.
- Six ou sept notes, Les Lèvres nues, Bruxelles, 1972.
- Entre musique et peinture, en collaboration avec René Magritte, Les Lèvres nues, Bruxelles, 1972.
- Conditions de la Musique et autres écrits [avec une bibliographie complète des œuvres musicales d'André Souris], Bruxelles-Paris, éditions de l'Université de Bruxelles-Éditions du CNRS, 1976.

## Filmographie
- 1970 : Introduction au Surréalisme en Belgique de Lucien Deroisy et Jean Dypréau. Production du Service Cinéma du Ministère de l’Éducation Nationale, Bruxelles. Bâti sur des témoignages d'André Souris. Le film serait détruit[7].
- La Déroute (1957), court-métrage documentaire de Ado Kyrou
- Le Banquet des fraudeurs  (1951)
- Perséphone (1951), le seul film du groupe CoBrA.
- Visite à Picasso (1949)
- Le Monde de Paul Delvaux (1944)
- Sur les routes de l'été (1936)

## Hommage
L'académie de musique de Marchienne-au-Pont porte son nom.